# Dera Ghazi Khan
Dera Ghazi Khan (urdu: ڈيره غازي خان‬) – miasto w środkowym Pakistanie, w prowincji Pendżab, w dolinie Indusu. Około 243 tys. mieszkańców.